# Юрматы
Юрматы́ (венг. gyarmat — дьярмат) — тюркизированное угорское племя, принявшее участие в этническом формировании башкир и татар. Этнически восходят и к волжским булгарам.

## Этноним
Этноним племени отождествляется с древневенгерским этнонимом венг. Gyarmat (дьярмат), которая была в составе приазовских и дунайских болгар. Антропоним в форме 'Юрматей' также известен у чувашей.
Для самоидентификации юрматынцами изначально используется слово «ногай», затем, после ухода основной части ногайцев на юг, оставшееся население именуется иштяками, и только после перехода предков юрматинцев на русскую службу они нарекаются башкирами-вотчинниками.
В венгерском языке слово gyarmat означает «колония».

## Язык
Согласно Ф. Г. Хисамитдиновой, потомки башкирского племени юрматы, проживающие в центральных и южных районах Башкортостана и в прилегающих территориях являются носителями южного (юрматынского) диалекта башкирского языка..
Потомки юрматынцев, как пишет Д. Б. Рамазанова, населяющие современный западный Башкортостан говорят на татарском языке, считают его своим родным языком, в их языке утрачены специфичные черты башкирского языка.

## История
Юрматынцы  образовались на базе смешения тюркского и угорского (древнемадьярского) населения на территории формирующейся Волжской Булгарии и сопредельных областей. Тюркизация их в решающей мере была достигнута, скорее всего, в XIV веке, когда в район Заинско-Шешминского бассейна, а также в соседние территории, проникли большие группы татар Золотой Орды с клановым делением при преобладании в их составе кыпчакских образований.
Существует и версия, что юрматы — потомки ассимилированных тюрками древних сарматов, пережившие этап этнического взаимодействия и смешения с уграми и переселившиеся вместе с булгарами из Приазовья на Волгу.
В XIII—XIV веках юрматынцы кочевали в междуречье Зая и Шешмы, а в конце XIV века переправились на правобережье Камы. В XV веке подчинялись Ногайской орде. Предводитель юрматынцев Бурнак-бий выступил против их ухода юрматынцев вместе с ногайцами на реку Кубань. Но всё же часть племени, под давлением ногайцев, была вынуждена переселиться вместе с ними.
Согласно Д. М. Исхакову, башкирские князья, происходившие из юрматынцев, были потомками ногайской знати. Юрматынцы входили в число племён, на которые распространялся термин «иштяк». Иштяки Приуралья и Зауралья Исхаковым включаются в число этнических общностей, принявших участие в формировании татарского населения Пермского Приуралья и Зауралья (Западной Сибири) и башкир этой же зоны. Эпонимы Иштяк и Юрми у сибирских татар сохранились в виде топонимов Иштәк и Юрмы.
Согласно историку и тюркологу Ахмет-Заки Валиди, большинство северо-западных юрматинцев влились в татарский этнос.

## Территория расселения
В XIII—XIV веках территория расселения племени располагалась по рекам Степной Зай и Шешма. В XV веке большая часть юрматынцев мигрировала на юго-восток, где расселились по землям в бассейне реки Белая (Агидель): в долинах рек Ашкадар, Зиган, Куганак, Селеук, Стерля, Сухайля, Тайрук, на правобережье реки Нугуш и на левобережье реки Уршак.
В XVII веке часть племени юрматы переселилась в верховья рек Малый Уран и Ток.
После присоединения Башкортостана к Русскому государству вотчинные земли племени составили Юрматынскую волость Ногайской даруги.
К XVIII веку земли юрматынцев граничали с территориями расселения таких башкирских племён как бурзян, кыпсак и тамьян. По сведениям П. И. Рычкова, в середине XVIII века в Юрматынской волости насчитывался 521 двор.
По данным Третьей ревизии (1761—1764 гг.), в «Ерматынской волости» проживали 1185 душ мужского пола ясашных татар и всего 12 башкирцев.
В конце XVIII—XIX вв. территория расселения юрматынцев в административном отношении входила в состав Оренбургского и Стерлитамакского уездов, а в период кантонной системы управления — в 7‑й и 9‑й башкирские кантоны.

## Шежере племени юрматы
Первоначальный вариант шежере на тюрки был записан во второй половине XVI века под диктовку предводителя юрматынцев Татигас‑бия муллой Бакием, после смерти бия рукопись передана на хранение Азнай‑бию, Кармышу и Илсектимеру (Илчикей Тимеру). Шежере повествует о событиях, которые в той или иной степени имели отношение ко всей территории Южного Башкортостана, а также содержит сведения по социальной структуре, этнической истории, внутренней организации племени юрматы.
Сохранились два списка XIX — нач. XX вв.: один был опубликован в журнале «Башкорт аймагы» в 1927 году С. Г. Мрясовым; второй вариант включён в сборник Р. Г. Кузеева «Башкирские шежере» (1960). Рукопись последней хранится в Научном архиве УФИЦ РАН.
Также известны и другие шежере юрматынцев.